# Nőtincs
Nőtincs is een plaats (község) en gemeente in het Hongaarse comitaat Nógrád. Nőtincs telt 1 236 inwoners (2004).